# 通音
通音（英語：continuant）的定義比較混亂。原義是指可延長持續的音，包括所有的近音（無擦通音）、擦音、邊音和元音等。語音學家對於這個術語的用法各不一，鄭張尚芳將鼻音也包括進去，但是王力則僅僅用通音代表半元音。由於這種混亂性，無論是中文還是英文的這個術語，在現代語音學中均被棄用，然而在音系學仍有使用。